# Hans-Henrik Ørsted
Hans-Henrik Ørsted, född den 13 december 1954 i Grenå i Norddjurs kommun i Danmark, är en dansk tävlingscyklist som tog OS-brons i individuellt förföljellopp vid olympiska sommarspelen 1980 i Moskva. Två månader efter OS blev han professionell och som sådan blev han sedan VM-medaljör i individuellt förföljelselopp åtta år i rad: tre guld (1984, 1985 och 1987), tre silver (1981, 1982 och 1986) samt två brons (1980 och 1983). Han vann även åtta sexdagarslopp, sex av dem med Gert Frank och tillsammans blev de också europamästare i madison två gånger. På landsväg vann han partempoloppet Trofeo Baracchi i par med Francesco Moser 1985.